# Apol·lònides (poeta)
Apol·lònides (en grec antic Ἀπολλωνίδης) fou un poeta tràgic grec de la vida del qual no es coneix res i del que s'han conservat dos versos d'un dels seus drames mercès a Climent d'Alexandria i a Estobeu. Podria ser la mateixa persona que Apol·lònides de Nicea.